# Marius de Zayas
Marius de Zayas Enríquez y Calmet, né le 13 mars 1880 à Veracruz au Mexique et mort le 10 janvier 1961 à Stamford au Connecticut, est un artiste, écrivain et galeriste mexicain. 
Il a été influent dans les milieux artistiques à New York dans les années 1910 et 1920.

## Biographie
Marius de Zayas a fondé la Modern Gallery à New York en 1915.
Dans les années 1937-1938, il finance les premières missions de fouilles archéologiques de son ami l'égyptologue belge Jean Capart à El Kab (Égypte).